# Internationale Friedensfahrt 1970
Die 23. Internationale Friedensfahrt (Course de la paix) war ein Straßenradrennen, das vom 12. bis zum 26. Mai 1970 ausgetragen wurde.
Die 23. Auflage dieses Radrennens bestand aus 15 Einzeletappen und führte auf einer Gesamtlänge von 1976 km von Prag über Warschau nach Berlin. Mannschaftssieger wurde Polen. Der Pole Ryszard Szurkowski gewann 1970 die Friedensfahrt und wurde das polnische Pendant zu Eddy Merckx. Die Polen dominierten diese Fahrt. Ein Teil der Strecke zwischen einzelnen Etappenorten wurde mit dem Flugzeug zurückgelegt.

## Details
| Ergebnis | Ergebnis           | Ergebnis      | Ergebnis   | Ergebnis |
| -------- | ------------------ | ------------- | ---------- | -------- |
| Erster   | Ryszard Szurkowski | ø 41,7 km/std | Polen      |          |
| Zweiter  | Marcel Duchemin    |               | Frankreich |          |
| Dritter  | Zygmunt Hanusik    |               | Polen      |          |

|  |  |  |

| Etappe     | Start – Ziel                    | Etappensieger               | Etappen- länge | Fahrzeit |
| ---------- | ------------------------------- | --------------------------- | -------------- | -------- |
| 01. Etappe | Praha – Karlovy Vary            | Ryszard Szurkowski Polen    | 130 km         | 3:15:20  |
| 02. Etappe | Karlovy Vary – Plzeň            | Zygmunt Hanusik Polen       | 148 km         | 3:27:28  |
| 03. Etappe | Plzeň – Ústí nad Labem          | Ryszard Szurkowski Polen    | 147 km         | 3:30:36  |
| 04. Etappe | Ústí nad Labem – Hradec Králové | Zenon Czechowski Polen      | 197 km         | 4:34:23  |
| 05. Etappe | Hradec Králové – Wrocław        | Ryszard Szurkowski Polen    | 185 km         | 4:46:07  |
| 06. Etappe | Rund um Warszawa                | Pietro Poloni Italien       | 112 km         | 2:29:04  |
| 07. Etappe | Płock – Włocławek               | Marcel Duchemin Frankreich  | 047 km         | 1:10:18  |
| 08. Etappe | Włocławek – Bydgoszcz           | Andrzej Kaczmarek Polen     | 103 km         | 2:29:56  |
| 09. Etappe | Bydgoszcz – Poznań              | Zenon Czechowski Polen      | 137 km         | 3:07:12  |
| 10. Etappe | Poznań – Frankfurt (Oder)       | Edouard Verstraeten Belgien | 182 km         | 4:45:48  |
| 11. Etappe | Frankfurt (Oder) – Potsdam      | Krzysztof Stec Polen        | 137 km         | 3:16:03  |
| 12. Etappe | Potsdam – Halle (Saale)         | Axel Peschel DDR            | 165 km         | 3:50:40  |
| 13. Etappe | Halle – Leipzig                 | Marcel Duchemin Frankreich  | 039 km         | 42:47    |
| 14. Etappe | Kriterium in Leipzig            | François Lemmens Belgien    | 060 km         | 1:14:22  |
| 15. Etappe | Eilenburg – Berlin              | Wojciech Matusiak Polen     | 193 km         | 4:27:20  |